# Ninni Carucci
Carmelo Carucci, talvolta accreditato come Nini Carucci, detto Ninni (Taranto, 16 maggio 1942), è un cantautore, musicista, compositore, arrangiatore, tastierista, ex chitarrista e direttore d'orchestra italiano, noto soprattutto per aver composto la musica di molte sigle per cartoni animati in onda sulle reti Mediaset.

## Biografia
Suo nipote è il rabbino Benedetto Carucci Viterbi, però lo stesso autore ha anche il parente Maurizio Carucci, che è un componente degli Ex-Otago ed una cugina, la doppiatrice Elisa Carucci. Inizia la sua carriera nel 1967 come chitarrista e tastierista de I Romans, un gruppo beat. L'anno seguente lascia il gruppo per entrare ne I Gatti Rossi, il gruppo di accompagnamento di Gino Paoli. In questo periodo inizia a scrivere ed arrangiare canzoni per diversi artisti italiani tra i quali Patty Pravo, Ornella Vanoni, Mia Martini, Mina, Iva Zanicchi.
Nel 1973 e nel 1975 incide due album da solista. In diverse occasioni ha diretto l’Orchestra della Rai.
Nel 1985 inizia la collaborazione con Alessandra Valeri Manera, con la quale scrive numerose sigle dei cartoni animati in onda sulle reti Mediaset, cantate da Cristina D'Avena. La prima collaborazione è la sigla di Occhi di gatto, l'ultima è quella di C'era una volta del 1996. Il coro dei bambini di tutte le sigle da lui scritte è quello dei Piccoli Cantori di Milano.
Carucci ha scritto anche le canzoni degli ultimi tre telefilm di Licia (Licia dolce Licia, Teneramente Licia e Balliamo e cantiamo con Licia), di Arriva Cristina, di Cristina e di Cri Cri e di Cristina, l'Europa siamo noi.
Nel 2016 da un'idea di Ninni Carucci viene realizzato il singolo di beneficenza per il terremoto del Centro Italia del 2016 Alza gli occhi e vai.
Nel dicembre 2019 esce il singolo A Wonderful Christmas, canzone natalizia interpretata dalla giovanissima Flaminia Boscolo e composta da Ninni Carucci e Riccardo Lasero su testo di Marco Carucci (figlio di Ninni, cui si deve anche l'idea iniziale del brano), Riccardo Lasero e Federico Planeta, con chitarre suonate da Manuel Marzano.
A fine novembre 2020 esce il CD compilation Il Mondo di Domani di Riccardo Lasero & friends, prodotto da Riccardo Lasero e realizzato a scopo benefico con l'intenzione di devolvere l'intero ricavato alla Protezione Civile Italiana come contributo alla lotta contro il Covid-19, contenente per la prima volta su supporto fisico la canzone A Wonderful Christmas di Ninni Carucci, Marco Carucci, Riccardo Lasero e Federico Planeta, interpretata da Flaminia Boscolo.

## Discografia parziale

### Discografia con Nini's Group
Singoli
- 1969 - Icaro 2000/Una mano sta scrivendo nel cielo

### Discografia solista
Album
- 1973 - Il buio, la rabbia, domani
- 1975 - Da bambino mi hanno detto

Singoli
- 1973 - La casa in fondo al paese/Volando via sulla città
- 1974 - Cosa c'è nella mia testa/La peste del lavoro
- 1980 - Aprimi/Tu sei per me
- 1980 - Apprends moi a t'aimer/Aprimi (come Carmelo Carucci)

### Discografia con L'Orchestra di Ninni Carucci
Singoli
- 1974 - Addio, cicogna, addio!/Dove sei California (con Maria Teresa)

### Discografia con Ultima Spiaggia
Album
- 1975 - Disco dell'angoscia

## Composizioni

### Sigle dei cartoni animati
- Occhi di gatto - cantata da Cristina D'Avena (1985)
- Alla scoperta di Babbo Natale - cantata da Cristina D'Avena (1986)
- David Gnomo amico mio - cantata da Cristina D'Avena (1986)
- Il mago di Oz - cantata da Cristina D'Avena (1986)
- Mila e Shiro - Due cuori nella pallavolo - cantata da Cristina D'Avena (1986)
- Andrea - cantata da Cristina D'Avena, presente all'interno della serie Love Me Licia pubblicata l'anno dopo nell'album Licia dolce Licia e i Bee Hive (1986)
- Jem - cantata da Cristina D'Avena (1987)
- Lupin, l'incorreggibile Lupin - cantata da Enzo Draghi (Gli Amici di Lupin) (1987)
- Maple Town - Un nido di simpatia - cantata da Cristina D'Avena (1987)
- Ogni puffo pufferà (settima sigla de I Puffi) - cantata da Cristina D'Avena con la partecipazione di Pietro Ubaldi (1987)
- Piccola, bianca Sibert - cantata da Cristina D'Avena (1987)
- Pollyanna - cantata da Cristina D'Avena (1987)
- Vola mio mini pony - cantata da Cristina D'Avena (1987)
- Che famiglia è questa Family! - cantata da Cristina D'Avena (1988)
- D'Artagnan e i moschettieri del re - cantata da Cristina D'Avena (1988)
- Denny - cantata da Cristina D'Avena con la partecipazione di Paolo Torrisi (1988)
- Fufur Superstar - cantata da Cristina D'Avena (1988)
- Hilary - cantata da Cristina D'Avena (1988)
- Kolby e i suoi piccoli amici - cantata da Cristina D'Avena (1988)
- Siamo quelli di Beverly Hills - cantata da Cristina D'Avena (1988)
- Storie e cartoni in TV (serie costituita da episodi di cartoni diversi) - cantata da Paola Tovaglia e Pietro Ubaldi (1988)
- Una per tutte, tutte per una - cantata da Cristina D'Avena (1988)
- Viaggiamo con Benjamin - cantata da Cristina D'Avena (1988)
- Dolce Candy (seconda sigla della serie Candy Candy) - cantata da Cristina D'Avena (1989)
- È quasi magia Johnny - cantata da Cristina D'Avena (1989)
- Evviva Palm Town - cantata da Cristina D'Avena (1989)
- Mille e una fiaba - cantata dai Piccoli Cantori di Milano (1989)
- Milly, un giorno dopo l'altro - cantata da Cristina D'Avena (1989)
- Piccolo Lord - cantata da Cristina D'Avena (1989)
- Ti voglio bene Denver - cantata da Cristina D'Avena con la partecipazione di Pietro Ubaldi (1989)
- Alvin rock 'n' roll - cantata da Cristina D'Avena (1990)
- Bobobobs - cantata da Cristina D'Avena (1990)
- Dinosaucers - cantata da Cristina D'Avena (1990)
- Le avventure di Teddy Ruxpin - cantata da Cristina D'Avena (1990)
- Un regno incantato per Zelda - cantata da Cristina D'Avena (1990)
- Una spada per Lady Oscar (seconda sigla della serie Lady Oscar) - cantata da Enzo Draghi (Gli Amici di Oscar, prima versione), Cristina D'Avena (seconda versione) (1990)
- Zero in condotta - cantata da Cristina D'Avena (1990)
- Benvenuta Gigì - cantata da Cristina D'Avena (1991)
- Il libro della giungla - cantata da Cristina D'Avena (1991)
- Il mistero della pietra azzurra - cantata da Cristina D'Avena (1991)
- I tenerissimi - cantata da Cristina D'Avena (1991)
- Mille luci nel bosco - cantata da Cristina D'Avena (1991)
- Papà Gambalunga - cantata da Cristina D'Avena (1991)
- Peter Pan - cantata da Cristina D'Avena (1991)
- Scuola di polizia - cantata da Cristina D'Avena (1991)
- Bentornato Topo Gigio - cantata da Cristina D'Avena con la partecipazione di Peppino Mazzullo (1992)
- Bonjour Marianne - cantata da Cristina D'Avena (1992)
- Che papà Braccio di Ferro - cantata da Cristina D'Avena (1992)
- Com'è grande l'America - cantata da Cristina D'Avena (1992)
- C.O.P.S.: Squadra anticrimine - cantata da Cristina D'Avena (1992)
- Cristoforo Colombo - cantata da Cristina D'Avena (1992)
- Diventeremo famose - cantata da Cristina D'Avena (1992)
- Forza campioni - cantata da Cristina D'Avena (1992)
- James Bond Junior - cantata da Cristina D'Avena (1992)
- Il ritorno di D'Artacan - cantata da Cristina D'Avena (1992)
- Michel Vaillant: tute, caschi e velocità - cantata da Cristina D'Avena (1992)
- Robin Hood - cantata da Cristina D'Avena (1992)
- Tutti in scena con Melody - cantata da Cristina D'Avena (1992)
- Batman - cantata da Cristina D'Avena (1993)
- Cantiamo insieme - cantata da Cristina D'Avena (1993)
- Gemelli nel segno del destino - cantata da Cristina D'Avena (1993)
- Gli orsetti del cuore - cantata da Cristina D'Avena (1993)
- I mille colori dell'allegria - cantata da Cristina D'Avena (1993)
- Il gatto con gli stivali - cantata da Cristina D'Avena (1993)
- L'isola del corallo - cantata da Cristina D'Avena (1993)
- L'ispettore Gadget (sigla usata solo nelle trasmissioni Mediaset del cartone) - cantata da Cristina D'Avena (1993)
- Principe Valiant - cantata da Cristina D'Avena (1993)
- Riscopriamo le Americhe - cantata da Cristina D'Avena (1993)
- Tazmania (sigla usata solo nelle trasmissioni Mediaset del cartone) - cantata da Cristina D'Avena con la partecipazione di Pietro Ubaldi (1993)
- Widget, un alieno per amico - cantata da Cristina D'Avena con la partecipazione di Davide Garbolino (1993)
- 80 sogni per viaggiare - cantata da Cristina D'Avena (1994)
- Biancaneve - cantata da Cristina D'Avena (1994)
- Conan - cantata da Marco Destro (1994)
- Fiocchi di cotone per Jeanie - cantata da Cristina D'Avena (1994)
- Le voci della savana - cantata da Cristina D'Avena (1994)
- Sonic - cantata da Cristina D'Avena con la partecipazione di Pietro Ubaldi (1994)
- Sophie e Vivianne: due sorelle e un'avventura - cantata da Cristina D'Avena (1994)
- T-Rex - cantata da Cristina D'Avena (1994)
- Una sirenetta innamorata - cantata da Cristina D'Avena (1994)
- Un complotto tra le onde del mare - cantata da Cristina D'Avena (1994)
- Zorro - cantata da Cristina D'Avena (1994)
- 5 amici sottosopra - cantata da Cristina D'Avena (1995)
- Alla ricerca del cristallo arcobaleno - cantata da Cristina D'Avena (1995)
- Bots Master - cantata da Marco Destro (1995) - inedita
- Brividi e polvere con Pelleossa - cantata da Cristina D'Avena (1995)
- Due draghi per una cintura nera - cantata da Marco Destro (1995)
- Grandi uomini per grandi idee - cantata da Cristina D'Avena (1995)
- Mary Bell - cantata da Cristina D'Avena (1995)
- Parola d'ordine: arriviamo! - cantata da Cristina D'Avena (1995)
- Re Artù e i cavalieri della tavola rotonda - cantata da Marco Destro (1995)
- Sailor Moon  - cantata da Cristina D'Avena (1995)
- Sailor Moon, la Luna splende - cantata da Cristina D'Avena (1995)
- Belle e Sebastien (seconda sigla della serie Belle e Sebastien) - cantata da Cristina D'Avena (1996)
- Chi viene in viaggio con me?  - cantata da Cristina D'Avena (1996)
- Sailor Moon e il cristallo del cuore - cantata da Cristina D'Avena (1996)
- C'era una volta, cantata da Cristina D'Avena (1996)

### Sigle dei telefilm
- Teneramente Licia - cantata da Cristina D'Avena (1987)
- Balliamo e cantiamo con Licia - cantata da Cristina D'Avena (1988)
- Arriva Cristina - cantata da Cristina D'Avena (1988)
- Cristina - cantata da Cristina D'Avena (1989)
- Cri Cri - cantata da Cristina D'Avena (1990)
- L'Europa siamo noi - cantata da Cristina D'Avena (1991)
- I nonni ascoltano (sigla di coda della serie Cristina, l'Europa siamo noi) - cantata da Cristina D'Avena (1991)
- Power Rangers - cantata da Marco Destro (1994)

### Sigle dei programmi televisivi
- Sabato al circo - cantata da Cristina D'Avena (1989)
- Al circo, al circo (seconda sigla di Sabato al circo) - cantata da Cristina D'Avena (1990)
- Luna Party - cantata da Cristina D'Avena e Gerry Scotti (1991)
- Cantiamo con Cristina - cantata da Cristina D'Avena con la partecipazione di Pietro Ubaldi (1992)

### Canzoni interne a serie TV

#### Vola mio mini pony
- Chi ha visto il vento? - cantata da Cristina D'Avena
- La strada d'argento - cantata da Cristina D'Avena
- Lassù nel cielo volerai - cantata da Cristina D'Avena
- Negli occhi brillan le stelle - cantata da Cristina D'Avena
- Vieni dai, vieni con noi - cantata da Cristina D'Avena

#### Licia dolce Licia
La voce di Mirko dei Bee Hive è data da Enzo Draghi
- Andrea - cantata da Cristina D'Avena
- Cosa c'è baby - cantata da Mirko e i Bee Hive
- I love you, you love me - cantata da Mirko e i Bee Hive
- Love I need you, love I want you - cantata da Mirko e i Bee Hive
- Mio dolce amore - cantata da Mirko e i Bee Hive
- Oh happy happiness - cantata da Mirko e i Bee Hive
- Noi, insieme noi - cantata da Cristina D'Avena e Mirko
- Ritorna qui da me - cantata da Mirko e i Bee Hive
- Semplice, semplice - cantata da Mirko e i Bee Hive
- Senza di te - cantata da Mirko e i Bee Hive

#### Teneramente Licia
- Amore mio - cantata da Cristina D'Avena
- La poesia sei tu - cantata da Cristina D'Avena e Mirko
- Love you are my love - cantata da Mirko e i Bee Hive
- Nel tuo sorriso - cantata da Mirko e i Bee Hive
- Quando arrivi tu - cantata da Cristina D'Avena
- Scende la sera - cantata da Mirko e i Bee Hive
- Se penso a te - cantata da Cristina D'Avena e Mirko
- Sono solo io - cantata da Mirko e i Bee Hive
- Tante piccole cose che fanno l'amore - cantata da Mirko e i Bee Hive
- Un sogno aspetta noi - cantata da Cristina D'Avena e Mirko

#### Maple Town - Un nido di simpatia
- C'è amore in ogni cosa - cantata da Cristina D'Avena
- Patty e Bobby, chi trova un vero amico - cantata da Cristina D'Avena
- Quando arriverai a Maple Town - cantata da Cristina D'Avena
- Quando un giorno tu crescerai - cantata da Cristina D'Avena
- Vieni al mare dai - cantata da Cristina D'Avena
- Glen trova lavoro - cantata da Cristina D'Avena
- Gli uccellini della torre - cantata da Cristina D'Avena
- La collana rubata - cantata da Cristina D'Avena
- La pentola bucata - cantata da Cristina D'Avena

#### Balliamo e cantiamo con Licia
- Città Città - cantata da Mirko e i Bee Hive
- Con la primavera nel cuore - cantata da Cristina D'Avena e Mirko
- Dolci pensieri d'amore - cantata da Mirko e i Bee Hive
- Il silenzio è - cantata da Cristina D'Avena e Mirko
- Malinconia - cantata da Cristina D'Avena
- Pensare e sentire con te - cantata da Cristina D'Avena e Mirko
- Rimboccata dalla luna la città che dorme - cantata da Cristina D'Avena
- Risveglio - cantata da Mirko e i Bee Hive
- Tornerà l'allegria - cantata da Mirko e i Bee Hive
- Verità - cantata da Mirko e i Bee Hive

#### Arriva Cristina
- Day by day - cantata da Cristina D'Avena, Ricky Belloni, Enzo Draghi
- Fantasia - cantata da Cristina D'Avena e Enzo Draghi
- In un ricordo c'è - cantata da Cristina D'Avena e Ricky Belloni
- Insieme - cantata da Cristina D'Avena
- Meravigliosa libertà - cantata da Cristina D'Avena e Ricky Belloni
- Nasce un sogno - cantata da Cristina D'Avena e Enzo Draghi
- Riuscirai - cantata da Cristina D'Avena
- Sensazioni - cantata da Cristina D'Avena
- Tanto amore - cantata da Cristina D'Avena
- Un amico - cantata da Cristina D'Avena

#### David Gnomo amico mio
- La pietra senza ombra

#### Cristina
- Aspettiamo te - cantata da Cristina D'Avena
- Che segreti hai - cantata da Cristina D'Avena
- Dire di sì, dire di no - cantata da Cristina D'Avena e Ricky Belloni
- Domande, risposte - cantata da Cristina D'Avena
- Evviva l'allegria - cantata da Cristina D'Avena
- Guarda un po' più in là - cantata da Cristina D'Avena e Ricky Belloni
- Noi vorremmo - cantata da Cristina D'Avena (nel telefilm esiste anche una versione cantata anche con Enzo Draghi e Ricky Belloni ed altri due coristi)
- Rimani te stesso - cantata da Cristina D'Avena e Ricky Belloni
- Videogame - cantata da Cristina D'Avena
- Una grande città - cantata da Cristina D'avena

#### Viaggiamo con Benjamin
- La grande muraglia

#### Cri Cri
- Belli dentro - cantata da Cristina D'Avena
- Buon Natale - cantata da Cristina D'Avena
- Ci vuol coraggio - cantata da Cristina D'Avena
- Crescerai - cantata da Cristina D'Avena
- Dai parla un po' con noi - cantata da Cristina D'Avena
- Fai così, fai cosà - cantata da Cristina D'Avena
- Gioventù - cantata da Cristina D'Avena
- Precipitevolissimevolmente - cantata da Cristina D'Avena
- Promesse - cantata da Cristina D'Avena
- Provaci pure tu - cantata da Cristina D'Avena
- Tredici anni - cantata da Cristina D'Avena
- Voci - cantata da Cristina D'Avena

#### Cristina, l'Europa siamo noi
- Chi lo sa che moda andrà - cantata da Cristina D'Avena
- Esci dal tuo guscio - cantata da Cristina D'Avena
- La solitudine - cantata da Cristina D'Avena
- L'indifferenza - cantata da Cristina D'Avena
- Non voltarti di là - cantata da Cristina D'Avena
- Parla con i tuoi genitori - cantata da Cristina D'Avena
- Primo amore - cantata da Cristina D'Avena
- W la mountain bike - cantata da Cristina D'Avena

### Altre canzoni
- Un giorno tornerai - cantata da Gilla (1966)
- Clandestino - cantata da Gianni Farano (1969)
- Viva l'Amore - cantata da Giovanna (1969)
- Al mio paese - cantata da Anna Marchetti (1971)
- Di vero in fondo - cantata da Patty Pravo (1971)
- Io per amore - cantata da Donatella Moretti (1972)
- Calore - cantata da Marie Laure (1976)
- Elegia - cantata da Mia Martini (1976)
- Io donna, io persona - cantata da Mia Martini (1976)
- L'amore è il mio orizzonte - cantata da Mia Martini (1976)
- Rosalia - cantata da Anna Melato (1977)
- Uomo nuovo - cantata da Loredana Bertè (1977)
- Agrodolce - cantata da Iva Zanicchi (1978)
- Canzone popolare - cantata da Le Emozioni (1979)
- Fly away - cantata da Little Queens (1979)
- Hai sbagliato, ho sbagliato - cantata da Massimo Vita (1979)
- Il mestiere di vivere - cantata da Al Bano e Romina Power (1979)
- Schiavi - cantata da Alessandra (1980)
- Quando l'amore ti tocca - cantata da Mina (1981)
- Amico caro - cantata da Nicola di Bari (1982)
- Ed Anna pensò - cantata da Anna Oxa (1982)
- Ok ok - cantata da Daniel Danieli (1982)
- Tenerezza - cantata da Ciro Sebastianelli (1982)
- Non sarai più sola - cantata da Sammy Barbot (1983)
- Sempre con te - cantata da Tiziana Rivale (1983)
- Io amo l'amore - cantata da Sydne Rome (1984)
- Vola - cantata da Marina Lai (1984)
- Gli innamorati - cantata da Al Bano & Romina Power (1984)
- All Around - cantata da Margot (1985)
- Finirà - cantata da Mino Reitano (1985)
- Una - cantata da Marina Occhiena (1985)
- Love - cantata da Al Bano & Romina Power (1986)
- Bambina donna sei - cantata da Enzo Draghi (1989, pubblicata nel 2021)
- Vita con testo di Andrea Lo Vecchio scritta per Manuel De Peppe. Il brano rimase inedito, quindi Carucci decise di affidarla a Cristina D'Avena e di inserirla nell'album Cristina (colonna sonora della serie omonima), con il testo riscritto da Alessandra Valeri Manera e col titolo Che segreti hai.
- A Wonderful Christmas - cantata da Flaminia Boscolo (2019)